# Tareiq Holmes-Dennis
Tareiq Holmes-Dennis (Farnborough, 31 oktober 1995) is een Engels voormalig profvoetballer die doorgaans als verdediger speelde. 

## Clubcarrière
Holmes-Dennis doorliep de jeugdopleiding van Charlton Athletic en werd eerst verhuurd aan Oxford United en Plymouth Argyle, die uitkwamen in de League Two, voor hij de eerste helft van het seizoen 2015/16 geregeld aan bod kwam bij Charlton in de Championship. Vanaf maart 2016 maakte hij het seizoen af bij Oldham Athletic in de League One. Medio 2016 tekende Holmes-Dennis een driejarig contract bij Huddersfield Town, waarmee hij in 2017 naar de Premier League promoveerde. Vervolgens werd hij verhuurd aan Portsmouth in de League One. Tussen 2018 en 2020 speelde Holmes-Dennis voor Bristol Rovers in de League One. Hij beëindigde in oktober 2020 zijn loopbaan vanwege aanhoudende knieproblemen.